# جانفرانکو بوزائو
جانفرانکو بوزائو (انگلیسی: Gianfranco Bozzao; ۳ اوت ۱۹۳۶ – ۲۴ مهٔ ۲۰۱۹) بازیکن فوتبال اهل ایتالیا بود.
از باشگاه‌هایی که در آن بازی کرده‌است می‌توان به باشگاه فوتبال فیورنتینا، باشگاه فوتبال یوونتوس، باشگاه فوتبال سالرنیتانا، باشگاه فوتبال پیاچنزا، باشگاه فوتبال اتلتیکو آرتزو، و باشگاه فوتبال اسپال اشاره کرد.